# ميثاناوية رزمية
الميثاناوية الرزمية (الاسم العلمي: Methanosarcinaceae) هي فصيلة من العتائق تتبع رتبة الميثانيات الرزمية من شعيبة الميثاناوات الجرثومية.

## أجناس
- ميثانية رزمية